# Sosna w Pieczyskach (studium Stanisława Masłowskiego)
Sosna w Pieczyskach – studium akwarelowe polskiego malarza Stanisława Masłowskiego (1853–1926) z 1880 roku, według drzeworytu ilustracyjnego J.Holewińskiego, opatrzone u dołu po lewej sygnaturą: „ST.MASŁOWSKI/W PIECZYSKACH/1885”

## Opis
Na obrazie, według prezentowanego tutaj drzeworytu, w czarno-białej wersji, ukazana jest, samotna, wyniosła figura drzewa – sosny z rozgałęzioną wielostronnie koroną. Poniżej widać sterczące w różnych kierunkach pozostałości po utraconych przez drzewo gałęziach. Ze środkowego odcinka pnia biegnie w lewo i w dół konar zakończony licznymi drobnymi rozgałęzieniami. Po lewej stronie, u dołu, widoczna jest sygnatura: „ST.MASŁOWSKI/W PIECZYSKACH/1885”.
Niniejsze studium pochodzi z wczesnego okresu twórczości trzydziestodwuletniego malarza. W latach 1880–ych tworzył on wiele na Mazowszu, między innymi w czasie wizyt składanych swemu koledze Czesławowi Tańskiemu w Pieczyskach koło Grójca. Wynikiem tych wizyt jest między innymi omawiana tu praca. Jest ono współczesne powstałemu w 1884 roku studium rysunkowemu pt. „Tragarz”.
Jak to określił syn artysty – historyk sztuki Maciej Masłowski – „Pieczyska, był to folwark w Grójeckiem pod Warszawą, dokąd często wyjeżdżał St. Masłowski w latach 1880–1890. Stanowił własność rodziców młodszego kolegi, artysty-malarza Czesława Tańskiego. W Pieczyskach malował Masłowski także „Lasek”, „Witoska”, „Andzię”, „Sosnę” (1885).
Omawiany tu szkic jest jednym z wielu dokumentów bliskiego kontaktu artysty z naturą i poniekąd prekursorskiego poszanowania dla jej pomników – zwłaszcza tych zagrożonych. W jego dorobku twórczym można bowiem w różnych okresach znaleźć liczne tego dowody. Potwierdzają to opublikowane później przez jego syna historyka sztuki Macieja Masłowskiego wspomnienia dotyczące zwłaszcza zapoczątkowanych w 1903 roku, wyjazdów na plenery do ulubionej przez malarza mazowiecko-podlaskiej wsi Wola Rafałowska. Ich autor podkreślił tam szczególny sentyment, jakim darzył artysta rosnącą na polach pobliskiej wsi Trojanów ogromną, widoczną z odległości kilku kilometrów, sosnę zwaną przez niego „Chojarem”. Jak to zanotował dalej – była ona wraz z kilku innymi, wśród sąsiednich pól, pozostałością „jakiegoś bardzo starego lasu”. [...] „Nie myślałem wtedy, że zetną kiedyś 500-letniego ostatniego mieszkańca puszczy i wyrobią z jego wspaniałego pnia 42 bale i kupę futryn do drzwi i okien. Ale ojciec już tego nie dożył. Byłoby to dla niego uderzeniem w serce, jak śmierć przyjaciela. Pamiętam, jak rozpaczał, kiedy w Woli jeden z gospodarzy ściął i sprzedał na wódkę starą lipę przydrożną. Rozgłosił wtedy, że za każde stare drzewo na wsi, kwalifikowane do ścięcia płaci cenę jego wartości.” Natomiast wspomnianego wyżej „Chojara” malarz utrwalił – zanim go ścięto po jego śmierci (1926) – na swych obrazach dwukrotnie, w różnych ujęciach.

## Dane uzupełniające
Niniejsze studium było reprodukowane w:
- Stanisław Masłowski – Materiały do życiorysu i twórczości, oprac.Maciej Masłowski Wrocław 1957, wyd. Ossolineum, s. 357, spis ilustracji – ryciny poza tekstem, poz. 35;
- „Tygodniku Ilustrowanym”, 1905(2),s.560 – jako „Samotna sosna”[7][8]

## Literatura
- Stanisław Masłowski – Materiały do życiorysu i twórczości, oprac. Maciej Masłowski, Wrocław 1957, wyd. Ossolineum
- Stanisław Masłowski Akwarele 12 reprodukcji barwnych, wstęp opracował i dokonał wyboru materiału ilustracyjnego Maciej Masłowski, Wydawnictwo Sztuka, Warszawa 1956
- Ludwik Grajewski: Bibliografia ilustracji w czasopismach polskich XIX i pocz. XX w. (do 1918 r.), Warszawa 1972, Państwowe Wydawnictwo Naukowe
- Masłowski Stanisław (1853–1926) – hasło w: Polski Słownik Biograficzny, Wrocław – Warszawa – Kraków – Gdańsk, 1975, wyd. Ossolineum, tom XX/1, zesz. 84